# Manon Kneusé
Manon Kneusé est une actrice française.

## Biographie
Après s’être formée à l’école du Studio d'Asnières, elle entre en 2008 au Conservatoire National Supérieur d’Art Dramatique de Paris avec Alain Zaeppffel, Sylvie Deguy, Caroline Marcadé, Sandy Ouvrier, Hans Peter Cloos, Andrzej Seweryn, Christophe Patty, Eric Forestier, Yves Beaunesne
Elle porte le même nom que Gilles Kneusé, ancien chirurgien devenu acteur et écrivain

## Théâtre
- 2012 : À l'ouest, mise en scène de Nathalie Fillion. Théâtre des Célestins et Théâtre du Rond-Point
- 2012 : Bug !, de Jean-Louis Bauer et Philippe Adrien. Théâtre de la Tempête
- 2013 : La Double mort de l'horloger, d'après Ödön von Horváth. Mise en scène d'André Engel. Théâtre national de Chaillot,
- 2014-16 : Le Jeu de l'amour et du hasard de Marivaux. Mise en scène de Laurent Laffargue. Théâtre de l'Ouest parisien.
- 2016 : Je reviendrai demain de Tatiana Vialle. Lecture au Festival Jean-Carmet
- 2016 : L'Avortement de Don Quichotte de Kathy Acker. Mise en scène d'Anna Mouglalis. Lecture à la Maison de la Poésie.
- 2017-21 : Plus grand que moi de Nathalie Fillion. Théâtre de l'Union, Festival Off d'Avignon, théâtre du Rond-Point.
- 2018 : Spirit de Nathalie Fillion. Théâtre de l'Union, théâtre de la Manufacture, théâtre du Nord
- 2019 : L'Amant d'Harold Pinter. Mise en scène de Stéphane Olivié-Bisson. Festival Off d'Avignon
- 2020 : Place au théâtre de Benjamin Guillard. Théâtre Jean-Vilar (Suresnes)
- 2021-22 : Kliniken de Lars Norén. Mise en scène de Julie Duclos.

## Filmographie

### Cinéma
- 2012 : Populaire de Régis Roinsard
- 2013 : La Jalousie de Philippe Garrel
- 2014 : Situation amoureuse : C'est compliqué de Manu Payet et Rodolphe Lauga
- 2015 : Marguerite et Julien de Valérie Donzelli
- 2016 : Mars de Cosme Castro
- 2016 : La Prunelle de mes yeux d'Axelle Ropert
- 2016 : Le Petit Locataire de Nadège Loiseau
- 2018 : Je vais mieux de Jean-Pierre Améris
- 2018 : Mademoiselle de Joncquières d'Emmanuel Mouret
- 2019 : Alice et le Maire de Nicolas Pariser
- 2020 : Comment je suis devenu super-héros de Douglas Atal
- 2021 : On n'est pas des animaux de Noé Debré, meilleur court-métrage au 35e festival du film de Cabourg

- 2022 : Sardine (court métrage) de Johanna Caraire

### Télévision
- 2021 : La Meilleure Version de moi-même de Blanche Gardin
- 2026 : Camarades de Dominique Baumard et Benjamin Charbit